# Craugastor alfredi
Craugastor alfredi es una especie de Anura de la familia Craugastoridae, género Craugastor. Es nativo del oeste del Petén (Guatemala) y el sur de México.
Su hábitat natural se compone de bosque húmedo de tierras bajas a una altitud de 0-600 m s. n. m., donde frecuenta la vegetación baja.
La especie es amenazada principalmente por la pérdida de hábitat como consecuencia de la tala de árboles y la agricultura.